# Єлизаветінка (Чистоозерний район)
Єлизаветінка (рос. Елизаветинка) — село у Чистоозерному районі Новосибірської області Російської Федерації.
Входить до складу муніципального утворення Єлизаветінська сільрада. Населення становить 472 особи (2010).

## Історія
Згідно із законом від 2 червня 2004 року органом місцевого самоврядування є Єлизаветінська сільрада.

## Населення
| 2002 | 2007 | 2010 |
| ---- | ---- | ---- |
| 524  | ↗538 | ↘472 |